# Rượu vang hồng

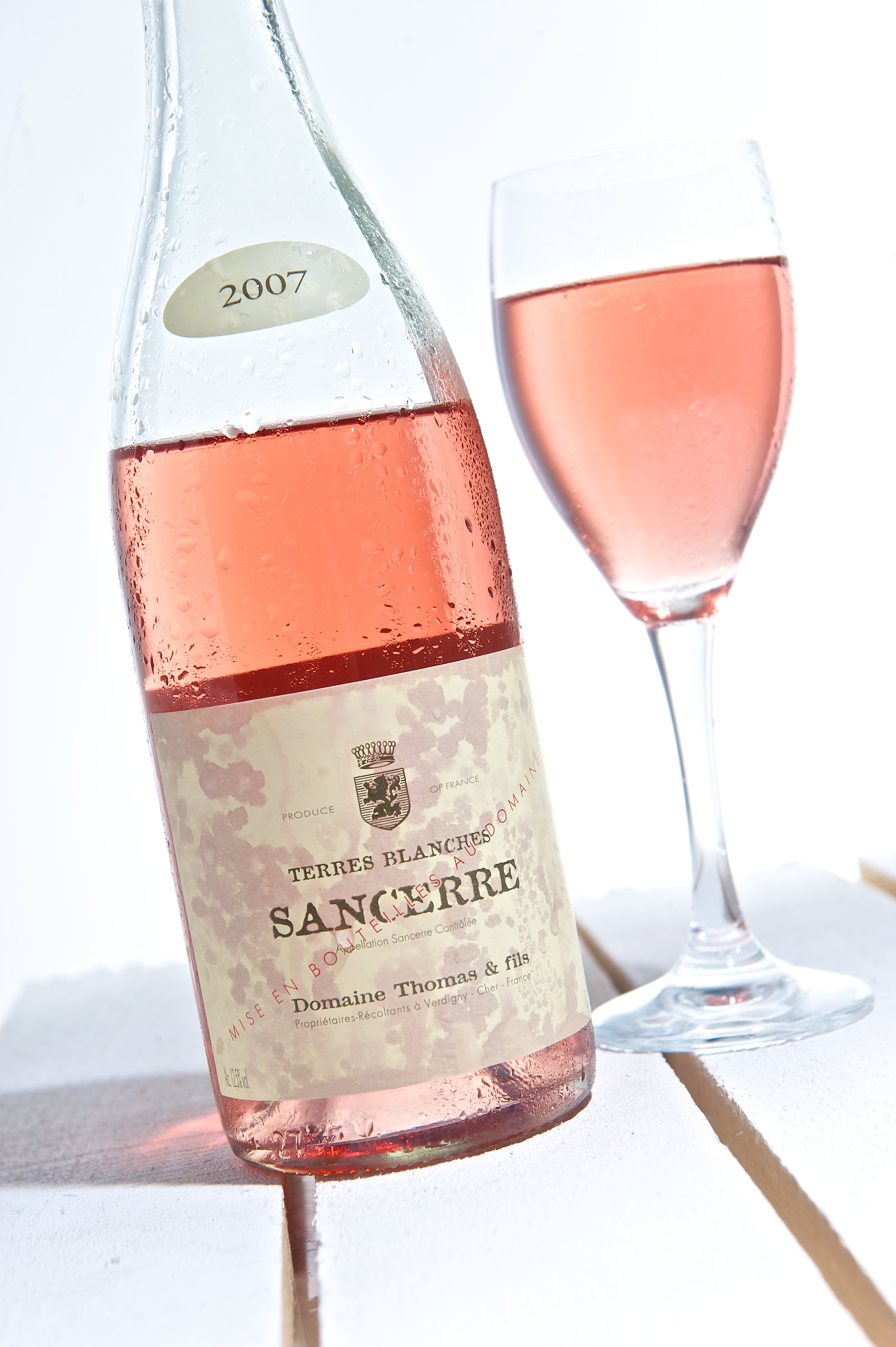
Rượu vang hồng từ Sancerre

Rượu vang hồng được làm bằng giống nho đỏ, nhưng vỏ không nằm lâu trong nước nho (chỉ từ 1 cho tới 3 ngày), do đó loại rượu này không có nhiều vị chát của tannin từ vỏ trái nho như vang đỏ. Rượu vang trắng có thể trộn từ 10-20% rượu vang đỏ để làm rượu vang hồng xửi bọt (sparkling wine) hay champagner hồng, ngoài ra thì không được phép. Ở Đức những năm gần đây số lượng tiêu thụ đã gia tăng từ 2 % lên tới 8 % tổng số rượu vang.

## Tranh cãi
Tháng 6 2009, Ủy ban châu Âu khi bị phản đối mạnh mẽ đã rút lại một dự luật, cho phép các nhà làm rượu chế rượu vang hồng pha trộn giữa vang trắng và vang đỏ. Lối làm rượu này được cho phép ngoài Liên minh châu Âu. Họ muốn đổi luật để các nhà làm rượu không bị bất lợi so với đồng nghiệp ngoài EU. Đặc biệt là các nhà làm rượu ở miền Nam nước Pháp sợ rượu của mình mang tiếng xấu. Các hội đoàn làm rượu khác sau đó cũng lên tiếng phản đối.